# Logan Tomkins
Pour les articles homonymes, voir Tomkins.

a Compétitions nationales et continentales officielles uniquement.

Logan Tomkins, né le 1er août 1992 à Wigan (Angleterre), est un joueur anglais de rugby à XIII évoluant au poste de talonneur ou de deuxième ligne dans les années 2010. Il fait ses débuts professionnels avec Wigan en Super League en 2011 et y remporte le titre de Super League et la Challenge Cup en 2013. Il fait également l'objet de prêt à Widnes, Workington et notamment Salford avec lequel il s'engage en 2016 et y dispute la finale de la Super League en 2019.

## Biographie
Ses frères, Joel Tomkins et Sam Tomkins, sont également joueurs de rugby à XIII.

## Palmarès
- Collectif :
  - Vainqueur de la Super League : 2013 (Wigan).
  - Vainqueur de la Challenge Cup : 2013 (Wigan).
  - Finaliste de la Super League : 2019 (Salford).

### Statistiques
| Saison | Club               | Compétition  | Matchs | Points | Essais | Goals | Drops |
| ------ | ------------------ | ------------ | ------ | ------ | ------ | ----- | ----- |
| 2012   | Wigan Warriors     | Super League | 8      | 0      | 0      | 0     | 0     |
| 2013   | Wigan Warriors     | Super League | 20     | 4      | 1      | 0     | 0     |
| 2014   | Wigan Warriors     | Super League | 11     | 8      | 2      | 0     | 0     |
| 2014   | Salford Red Devils | Super League | 17     | 12     | 3      | 0     | 0     |
| 2015   | Salford Red Devils | Super League | 15     | 0      | 0      | 0     | 0     |
| 2015   | Wigan Warriors     | Super League | 10     | 4      | 1      | 0     | 0     |
| 2016   | Salford Red Devils | Super League | 31     | 8      | 2      | 0     | 0     |
| 2017   | Salford Red Devils | Super League | 26     | 4      | 1      | 0     | 0     |
| 2018   | Salford Red Devils | Super League | 18     | 0      | 0      | 0     | 0     |
| 2019   | Salford Red Devils | Super League | 23     | 4      | 1      | 0     | 0     |